# Mahnaz Afkhami
Mahnaz Afkhami (persiska: مهناز افخمی; född 14 januari 1941 i Kerman, Iran, är en iransk kvinnorättsaktivist, politiker, genusvetare och författare som tjänstgjorde som jämställdhetsminister i Irans regering från 1976 till 1978 under shahen Mohammad Reza Pahlavis styre. Hon är grundare av flera kvinnorättsorganisationer, däribland Women's Learning Partnership (WLP), som främjar kvinnors ledarskap och mänskliga rättigheter.

## Karriär
Mahnaz Afkhami fick sin tidiga grundutbildning i staden Kerman i Iran och flyttade vid elva års ålder till USA. Hon läste vid University of San Francisco och tog sedan examen vid University of Colorado. Hon återvände till Iran 1967 och två år senare utnämndes hon till professor i engelsk litteratur och prefekt för Institution för engelskt språk och litteratur vid National University of Iran. 
Hon var politiskt aktiv det liberalkonservativa partiet Iran Novin och blev 1975 medlem i Rastakhizpartiet. 31 december 1975 utnämndes hon till jämställdhetsminister i Amir-Abbas Hoveydas och Jamshid Amouzegars regeringar. Hon innehade ämbetet fram till den iranska revolutionens utbrott 1978. Under hennes tid som minister förbättrades lagstiftningen rörande kvinnors rättigheter och kvinnor fick lika rättigheter som män när det gäller skilsmässa. Minimiåldern för giftermål höjdes och kvinnor fick rätt att kräva anställning med föräldraledighet och barnomsorg, vilket var en utveckling av familjelagarna från 1967.
Under revolutionen gick hon i exil och bosatte sig i Maryland, USA, tillsammans med sin make Gholam Reza Afkhami.

## Kvinnorättsaktivism
Mahnaz Afkhami i den iranska kvinnorörelsen i slutet av 1960-talet och har sedan dess varit en framstående förespråkare för kvinnors rättigheter. Hon har grundat och lett flera internationella icke-statliga organisationer som fokuserar på att främja kvinnors ställning i Iran och senare runt om i världen. Hon grundade redan på 1960-talet en kvinnoorganisation för landets universitetsanställda. 1970 blev hon generalsekreterare för Irans kvinnoorganisation (WOI). Hon stannade i landet till 1978 och arbetade hela tiden för iranska kvinnors rättigheter.
Mahnaz Afkhami har föreläst och publicerat mycket om den internationella kvinnorörelsen, kvinnors mänskliga rättigheter, kvinnor i ledarskap, kvinnor och teknik och om kvinnors deltagande i det civilsamhällets uppbyggnad och demokratisering. Hennes böcker har översatts till flera språk.